# Terra Roxa (São Paulo)
Terra Roxa is een gemeente in de Braziliaanse deelstaat São Paulo. De gemeente telt 8.619 inwoners (schatting 2009).

## Aangrenzende gemeenten
De gemeente grenst aan Bebedouro, Colina, Jaborandi, Morro Agudo en Viradouro.